# Camponotus cubangensis
Camponotus cubangensis é uma espécie de inseto do gênero Camponotus, pertencente à família Formicidae.